# Kaspar Altenaich
Kaspar Altenaich (* um 1527 in Köln; † 1. Oktober 1605 in Bremen), alternativ auch Gasparus Alteneich oder Jasper Altenaich, war ein deutscher Rechtswissenschaftler.

## Leben
Kaspar Altenaich hatte am von Hermann Dwerg gegründeten Herforder Kolleg seine vierjährige Grundausbildung in den Sieben Freien Künsten absolviert. Am 20. Mai 1546 immatrikulierte er sich an der Universität zu Köln, wo er sich am 4. Juni 1546 den akademischen Grad eines Bakkalareus erwarb. Am 2. Juni 1547 war er am Kölner Kolleg des Dwerg verzeichnet. Obwohl er am 3. Februar 1548 als Präsens zum Lizentiaten auftrat, hat er sich scheinbar den akademischen Grad eines Magisters der Philosophie erworben. Denn als solcher immatrikulierte der aus Köln vertriebene Magister am 8. August 1554 an der Universität Wittenberg. Nachdem er 1567 bereits Vorlesungen zu den Instituten für Johann Schneidewein an der juristischen Fakultät gehalten hatte, wurde er im Wintersemester 1568 in den Senat der philosophischen Fakultät berufen und erhielt 1569 die Professur der Instituten.
Er beteiligte sich auch an den organisatorischen Aufgaben der Wittenberger Hochschule. So war er im Wintersemester 1574 Dekan der philosophischen Fakultät und im Sommersemester 1577 Rektor der Alma Mater. Da er sich 1581 weigerte, seine Unterschrift unter die Konkordienformel zu setzen, wurde Altenaich aus dem Wittenberger Universitätsdienst entlassen. Er suchte sich ein neues Tätigkeitsfeld und fand dies schließlich 1584 in Bremen. Hier trat er am 14. Oktober 1584 mit der Rede De Iure et Legibus (Von Rechten und Gesetzen) seine Professur der Rechtswissenschaften am dortigen Reformierten Gymnasium an. Hier wirkte er noch über zwanzig Jahre und beriet den Bremer Stadtrat in Rechtsangelegenheiten, bis er schließlich verstarb.

## Familie
Altenaich heiratete am 2. Dezember 1560 in Wittenberg Judit Schlosser, die Witwe des Magisters Johann Schlosser. Aus der Ehe stammen mehrere Kinder. Von diesen kennt man:
- Kaspar Altenaich (* 14. März 1562 in Wittenberg; † 1617 in Norden)[10]
- Judith Altenaich (* 12. November 1565 in Wittenberg)
- Maria Altenaich (* 15. Juni 1568 in Wittenberg; † August 1585 in Bremen)[11]
- Sybille Altenaich († August 1585 in Bremen)

## Werke (Auswahl)
- Epicedia in obitum domino Pauli Groesser Onoldsbachensis, qui vitam in his terris clausit suam fine placidissimo religiosissimoq; in fide Iesu Christi. Wittenberg 1577
- Commonefactio de disciplina, recitata a magnifico Rectore Academiae Vitebergensis. Wittenberg 1577
- Oratio de iure et legibus. Bremen 1584
- Propositiones de successione ab intestato, tam in feudalibus quam allodialibus bonis. 1592
- Quod felix, faustumq'[ue] Reipubl. Christianæ D. O. M. velit. 1592